# 圭内斯
圭内斯（發音：[ˈɡwɨnɛð]；又译格温内斯）是英国威尔士西北部的一个郡，面积共2,548平方公里，人口为121,900人，是威尔士面积第二大和人口最少的政区。首府为班戈，境内拥有班戈大学。

## 名人
- 足球运动员韋恩·軒尼斯
- 阿拉伯军官托马斯·爱德华·劳伦斯
- 政治家大卫·劳合·乔治
- 歌手黛菲
- 歌唱家布莱恩·特菲尔